# Tsubasa Endō
Tsubasa Endō (遠藤 翼?, Endō Tsubasa; Tokyo, 20 agosto 1993) è un ex calciatore giapponese, di ruolo attaccante.

## Carriera
Il 1º febbraio 2022 viene ingaggiato dal Melbourne City, club australiano militante in A-League.

## Palmarès
- Canadian Championship: 3

Toronto FC: 2016, 2017, 2018
- MLS Supporters' Shield: 1

Toronto FC: 2017
- Campionato MLS: 1

Toronto FC: 2017